# チケットキャンプ
チケットキャンプ（英: TicketCamp）とは、かつて株式会社ミクシィの完全子会社である株式会社フンザが運営していたチケット売買サービス。後述の不祥事により、2018年5月末に閉鎖された。

## 概要
愛称は「チケキャン」で、2015年3月19日に株式会社ミクシィが株式会社フンザの全株式を取得し子会社化した。株式会社フンザはサービス終了後に清算を予定している。
音楽雑誌『MUSICA』のライター鹿野淳らは、本サービスはチケット売価の高騰化させる一因で「転売サイトがCMを打つこと自体も異常」と2017年に抗議している。

## 来歴
- 2013年
  - 4月25日 チケットキャンプがチケットのC2Cサービスとして開始する。
  - 12月4日 オークファンとサービスデータの連携を開始する。
- 2014年
  - 1月15日 詐欺対策としてエスクロー決済を導入する。
  - 9月24日 楽天オークションと業務提携する。
  - 10月27日 iPhoneアプリの提供を開始する。
- 2015年
  - 1月15日 取引したチケットが偽造チケットであった場合に、代金を補償する「あんしん補償」を導入する。
  - 3月19日 ミクシィがフンザの株式を全て買収して子会社とする[3]。
  - 7月16日 小島瑠璃子を起用したテレビCMを放送開始[4]する。キャン、キャン、チケキャン、ドーン、とセリフだけのシンプルな内容である。
  - 7月20日 小島瑠璃子起用のテレビCM第二弾を放送開始する。「日本一」篇「すぐ売れる」篇「あんしん」篇の3種。
- 2016年
  - 4月9日 新テレビCMを放送開始する。「行きます」篇「売ります」篇の2種類。
  - 7月7日 登録会員数が200万人を超える。
- 2017年
  - 2月9日 パシフィックリーグマーケティングとスポンサー契約を締結する。
  - 2月17日 北海道日本ハムファイターズ「チケキャン西川遥輝シート」を独占販売する。
  - 3月11日 登録会員数が300万人を超える。
  - 4月10日「きゃんたろ」「はむきゃん」を公式キャラクターとする。
  - 4月11日 バスケットボール競技3×3プロチーム「DIME.EXE」とスポンサー契約する。
  - 12月7日 後述の家宅捜索を受けてサービスの休止を発表。
  - 12月27日 調査委員会の報告を受けてサービスの終了を決定。
- 2018年
  - 5月31日 チケットキャンプのサービスを終了しウェブサイトを閉鎖。

## 不祥事とサービス終了

### 商標権侵害・不正競争防止法違反
2017年12月7日、ジャニーズ事務所の商標を侵害し、商標法及び不正競争防止法に違反したとして、兵庫県警が運営会社のフンザの家宅捜索を行った。フンザではジャニーズ事務所所属アイドルのライブ情報を集めたサイト「ジャニーズ通信」を運営しており、これに連動した販売キャンペーンを実施していたことから、これまでもジャニーズ事務所から抗議を受けていた。
家宅捜索を受けて、親会社であるミクシィはチケットキャンプのサービスと「ジャニーズ通信」のサイト運営を休止し、さらに12月12日には外部の弁護士等による調査委員会を設置した。12月27日に調査結果を公表、この中で「ジャニーズ通信」「宝塚歌劇倶楽部」「EXILE通信」という3つの情報サイトを運営していたが、事前または事後に商標について調査を行わなかったこと、サイト閲覧用アプリの申請でApp Storeから登録拒絶があったにもかかわらずアプリ名称を変更しただけで済ませたこと、当該商標権者からの通知書を受け取りキャンペーンは中止したものの、サイトの運営は継続したことなどを上げ、使用を是正する契機があったにもかかわらずそれを怠った上、チケットキャンプでの表示は疑念を生じさせるものであったと指摘、さらにチケットの高額転売が問題視され、二次流通に関する法案整備の動きもあることから、法令順守や社会的公平性、倫理観や道徳観が求められる状況にあるとしている。
こうした報告を受けたことから、ミクシィはチケットキャンプを2018年5月末で閉鎖することを決定、フンザの代表取締役社長と取締役が辞任し、フンザの取締役を兼任しているミクシィの代表取締役も月額報酬を6ヶ月間全額返納すると発表した。これによって、ミクシィは2018年3月期第3四半期の連結決算で77億2,800万円、ミクシィ単体決算で115億7,300万円の特別損失を計上するほか、今後フンザの清算処理を行う予定になっている。
その後、兵庫県警は2018年6月22日に法人としてのフンザ及び元社長やミクシィ社長ら3人を商標法違反（商標権侵害）で書類送検している。これを受けて、ミクシィ社長は同月開催の同社株主総会を持って任期満了で退任する予定だったのを前倒しする形で代表取締役を辞任している。

### 不正転売容疑
2017年12月28日には、京都府警がチケットの不正な転売があったとして、フンザの家宅捜索を行った。11月30日に転売目的を隠してファンクラブ向けサイトなどでチケットを大量購入した疑いで転売業者の捜索を行ったところ、フンザはこの業者を含む複数の転売業者に対し、売買成立時の取引手数料を減免していたことが判明、チケットキャンプの規約では転売目的での出品を禁じているが、京都府警は手数料の減免が不正転売を助長した可能性があるとみて、家宅捜索に踏み切っている。
2018年1月11日、共謀して2017年4月中旬に都内のチケット販売会社から転売目的を隠して安室奈美恵のコンサートの電子チケット2人分を他人名義で購入、だまし取ったとして、京都府警はフンザの元社長（笹森良）と大阪市の転売業者の男3人を詐欺容疑で書類送検した。フンザと転売業者は2015年春から取引関係にあり、転売業者をVIPと呼ぶなど手数料を優遇、最終的に手数料を無料にしていた。
この書類送検を受けて、ミクシィは同月24日に新たに第三者による委員会を設置し、フンザ買収の合理性の検証やガバナンス・管理体制等の調査を行うと発表、2月14日に調査結果を公表した。この中で、買収判断に関する調査や意思決定プロセス、買収後の管理体制などには特段の問題が無かったとしながらも、「管理体制の運用面において十分な情報共有が図られていたとは言えない」「レビュテーションリスクに対する配慮が不足していた」と指摘している。また、報告書の中で競合他社によるチケット売買サイトで取引量の多いあるいは取引内容が優良である出品者がチケットキャンプに乗り換えた際に手数料を優遇する「VIP会員」の制度が会員規約に明文化しない形で存在、認定基準もフンザの従業員の裁量に任されていたことやサイト上で公表されていなかったこともあり、ミクシィ側が買収時にこの制度を確認できず、確認できたのも2016年12月になってからだったことが分かった。この制度に対しミクシィ代表からの意向で2017年2月に営業部門を廃止し新規VIP会員の獲得を中止、同年夏には制度の廃止を決定したが、捜査当局から一部のVIP会員に対する捜査照会があり、捜査に影響を及ぼすと廃止を見送り、最終的に同年12月には制度自体を廃止している。報告書ではこの制度が高額転売を誘発する制度とは認められないとしながらも、優遇措置が一般に公開されずに存在したこと、高額転売を目的とした取引の排除姿勢を明確にしないまま大量出品者のチケット入手方法を調査しなかったことについて、社会的には非難されてもやむを得ないと指摘している。